# Orthochirus maroccanus
Espèce
Orthochirus maroccanus est une espèce de scorpions de la famille des Buthidae.

## Distribution

Distribution

Cette espèce est endémique du Guelmim-Oued Noun au Maroc. Elle se rencontre dans la province d'Assa-Zag vers Aouinet Torkoz.

## Description
La femelle holotype mesure 27,6 mm, les femelles mesurent de 27 à 29 mm.

## Étymologie
Son nom d'espèce lui a été donné en référence au lieu de sa découverte, le Maroc.

## Publication originale
- Lourenco & Leguin, 2011 : « One more new species of the genus Orthochirus Karsch, 1891 from Africa (Scorpiones: Buthidae). » Euscorpius, no 135, p. 1–6 (texte intégral).